# مارگردن خاوری
مارگردن خاوری (نام علمی: Anhinga melanogaster) نام یک گونه از سرده مارگردن‌ها است.